# Peter Yates (regisseur)

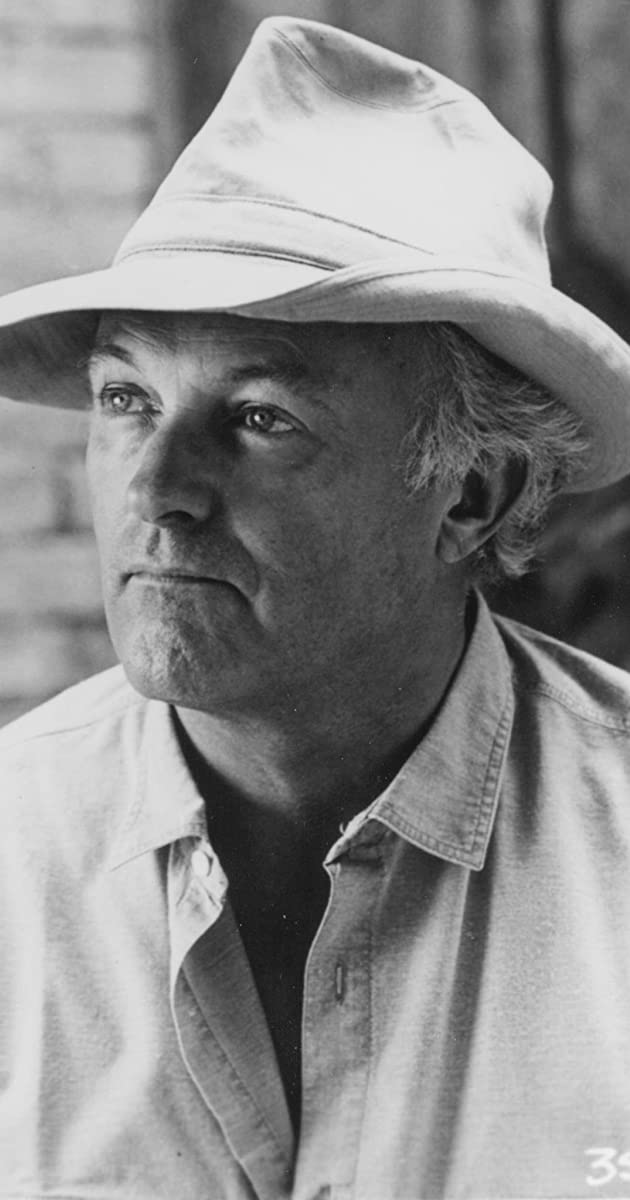
Peter Yates

Peter James Yates (Aldershot, 24 juli 1929  – Londen, 9 januari 2011) was een Brits filmproducent en -regisseur. 
Hij maakte in 1963 naam met de Cliff Richard-musicalfilm Summer Holiday. Na Robbery (1967), een poging om een legendarische Britse treinroof van 1963 uit te beelden, bracht hij in 1968 de actiefilm Bullitt uit en brak hij internationaal door. 
Yates' films Breaking Away (1979) en The Dresser (1983) werden allebei genomineerd voor de Golden Globe voor beste film, de Oscar voor beste film en de Oscar voor beste regisseur.
Yates stierf in 2011 op 81-jarige leeftijd.

## Filmografie
- 1962: The Saint  (televisieserie)
- 1963: Summer Holiday
- 1964: One Way Pendulum
- 1967: Robbery
- 1968: Koroshi (televisiefilm)
- 1968: Bullitt
- 1969: John and Mary
- 1971: Murphy's War
- 1972: The Hot Rock
- 1973: The Friends of Eddie Coyle
- 1974: For Pete's Sake
- 1976: Mother, Jugs & Speed
- 1977: The Deep
- 1979: Breaking Away
- 1981: Eyewitness
- 1983: Krull
- 1983: The Dresser
- 1985: Eleni
- 1987: Suspect
- 1988: The House on Carroll Street
- 1989: An Innocent Man
- 1992: Year of the Comet
- 1995: The Run of the Country
- 1995: Roommates
- 1999: Curtain Call
- 2000: Don Quixote (televisiefilm)
- 2004: A Separate Peace (televisiefilm)

- Biblioteca Nacional de España: XX1327757
- Bibliothèque nationale de France: cb139013246 (data)
- CiNii: DA12265294
- Gemeinsame Normdatei: 123068592
- International Standard Name Identifier: 0000 0001 1571 5074
- Library of Congress Control Number: n91100048
- MusicBrainz: ed92981d-5b89-4d5b-9c94-3734a16af346
- Nationale Bibliotheek van Tsjechië: xx0165844
- Nationale Bibliotheek van Israël: 987007400616005171
- Nationale Bibliotheek van Polen: a0000001719413
- Nederlandse Thesaurus van Auteursnamen: 071598146
- Istituto Centrale per il Catalogo Unico: RAVV092522
- LIBRIS: 342142
- SNAC: w6nz8z3b
- Système universitaire de documentation: 067248349
- Virtual International Authority File: 57511621
- WorldCat: E39PBJmxYXJCJfpJDrCwv8YVmd